# شمیدفلد ام رنشتایگ
شمیدفلد ام رنشتایگ (به آلمانی: Schmiedefeld am Rennsteig) یک شهر در آلمان است که در ایلم-کرایس واقع شده‌است. شمیدفلد ام رنشتایگ ۱٬۸۷۱ نفر جمعیت دارد.

## خواهرخوانده
شهر زلمس خواهرخواندهٔ شمیدفلد ام رنشتایگ هست.